# 月亭ハッチ
月亭 ハッチ（つきてい ハッチ、1959年9月9日 - ）は、大阪府堺市出身の上方落語家。本名は谷口裕司。上方落語協会会員。

## 来歴・人物
大阪府立泉北高等学校出身。高校時代は初め書道部に所属していたが、名ビラ書きを期待されて連れていかれた寄席研究会で落語にはまる。その後、先輩に誘われて大阪芸術大学に入学するも中退。大学在学中の1978年8月21日、月亭可朝に入門。ケーエープロダクションでアルバイトをしていた所、関係者になんば花月に連れていかれて可朝に引き合わされ、そのまま弟子入りになったという。芸名はアニメ『昆虫物語 みなしごハッチ』の主人公・ハッチにちなむ。
入門してからは古典落語を主に演じているが、特に「夢八」を得意とし、師匠・可朝から多く稽古を付けてもらっている。以前は滋賀県で足袋屋を営んでいたとも言われるが、現在は香川県高松市在住。
2009年10月11日に阿倍野区松崎町会館で行なわれた落語会に出演し「中風小便」を披露。その後、各地の高座に復帰しつつある。

## 註
1. ↑  “『月亭可朝追善演芸会 出演者の横顔 月亭ハッチ師匠』”. 有限会社宮岡博英事務所のブログ. 2021年11月16日閲覧。
2. ↑  2008年11月22日放送の『藤井陣内のザ・レジェンド』での一門の月亭八光の発言
3. ↑  2021年11月12日、神戸喜楽館夜席「上方プレミアム落語会」にて本人の発言。演目は「夢八」であった。